# District du Sikkim oriental
Le district  du Sikkim oriental  (népalais : पूर्व सिक्किम) est un district  de l'État du Sikkim en Inde.

## Géographie

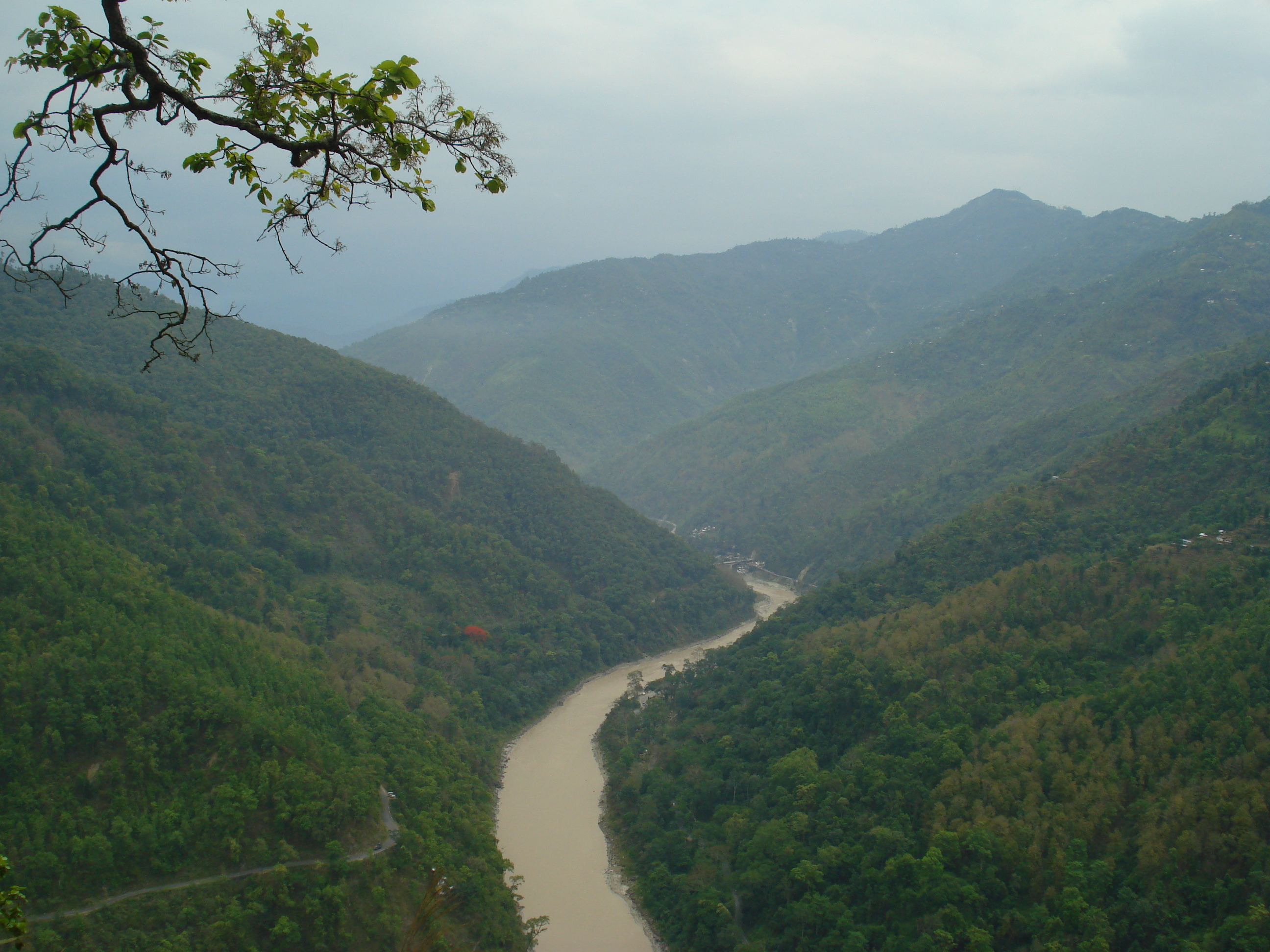
La rivière Teesta.

Au recensement de 2011, sa population est de 283 583 habitants pour une superficie de 954 km2.
Son chef-lieu est la ville de Gangtok.
On y trouve aussi les localités de Gnathang, Namcheybung, Chujachen, Lingdum.